# Gregory Rift
Gregory Rift (Ufa la Gregori på swahili) er den østlige gren af det østafrikanske rifts fraktursystem. Riften er forårsaget af adskillelsen af den somaliske plade fra den nubiske plade. Selvom udtrykket undertiden bruges i den snævre forstand af den kenyanske rift, er den bredere definition af Gregory-riften det sæt af forkastninger og grave, der strækker sig sydpå fra Adenbugten gennem Etiopien og Kenya ind i det nordlige Tanzania og passerer over de lokale hævninger fra de etiopiske og kenyanske kupler. Gamle fossiler af tidlige homininer, menneskenes forfædre, er blevet fundet i den sydlige del af Gregory-riften.

## Etymologi
Gregory Rift har navn efter den britiske geolog John Walter Gregory, der flere gange udforskede riftens geologi, først i 1892-93 og senere 1919.

## Beliggenhed
Gregory-riften ligger i Mozambiquebæltet, der ofte betragtes som resterne af et orogent system, der ligner Himalaya. Dette bælte løber fra Etiopien gennem Kenya, Tanzania og Mozambique. Riften er bredest i den nordlige ende i Afar-trekanten, hvor den snævres ind til et par kilometer i det nordlige Tanzania og derefter breder sig ud i Nordtanzanias divergens.
Gregory Rift er omgivet af bjerge  der er over 3.000 meter  over havets overflade, 1.000  m over den indre del af graven. Den tanzaniske del omfatter dele af  Kilimanjaro, det højeste bjerg i Afrika, og den enorme caldera Ngorongoro i kraterhøjlandet. Denne del indeholder også Ol Doinyo Lengai, verdens eneste aktive Carbonatit (en)vulkan.
Bortset fra Turkanasøen, er søerne i riften hovedsageligt  små og lavvandede, nogle med ferskvand, men mange er saltvand. Tykkelsen af søsedimenterne er stort set ukendt. I Turkanasøen ser de ud til at være højst 4 km tyk, i Baringo – Bogoria halvgraven fra 500 m til 1.000 m tykke, og i Afar-depressionen op til 100 meter.